# Хмель преображения
«Хмель преображения» (фр. L’Ivresse de la métamorphose) — французский двухсерийный художественный телефильм 1989 года режиссёра Эдуара Молинаро, экранизация романа Стефана Цвейга «Кристина Хофленер».

## Сюжет
1926 год, Австрия. Обычная девушка Кристина работает на почте маленького городка. Её жизнь проходит в невзрачной бедности и состоит из бесконечных серых будней. Вдруг она получает телеграмму — богатая тётушка Клара приглашает племянницу провести отпуск в престижном отеле на швейцарском курорте…

## В ролях
- Эвелин Буи — Кристина Хофленер
- Вера Чехова — Клэр, её тётя
- Марио Адорф — Энтони ван Болен
- Ян Гартль — Франц
- Катрин Ардити — Нелли
- Тобиас Хёсль — Томас Грунд
- Ральф Шиха — Курт фон Шаффен
- Лесли Молтон — Изабель фон Хейм
- Вера Кубанкова — Мария
- Нильс Ареструп — Фердинанд Фарнер

В эпизодах: Лаура Сепеда, Тобиаш Энджел, Курт Майзель, Лаура Сепеда, Ондржей Гавелка, Микеле Мелега, Здэнек Подгурски и другие.
Закадровый текст читает Пьер Ардити.

## Съёмки
Съёмки велись на курорте Карлсбад в июне-августе 1987 года, а также в  «Отель Европа» в Праге.
Создателями фильма изначально не предполагалась съёмка телефильма, но заинтересовать киноиндустрию экранизацией было сложно, а по требованию телеформата хронометраж должен был растянут на три часа — хотя все понимали чрезмерность такой длительности, но, как с сожалением заметил глава телеканала «М6»: «в кино мы делаем работы, на телевидении мы делаем часы!».
Десятью годами ранее эти же продюсер Кристина Гуз-Реналь и режиссёр Эдуар Молинаро уже экранизировали Цвейга — телефильм «Опасная жалость», и уже имели опыт экранизаций, но с романом «Кристина Хофленер» режиссёр столкнулся со сложностью переноса его на экран, для адаптации литературного источника пригласил сценариста Кристину Миллер — бывшего адвоката, начинающего сценариста, чья работа по адаптации для фильма «Аллея в лунном свете» по одноимённой новелле Цвейга ему понравилась:

Слишком самоуверенный, я сам приступаю к этой работе, но сила и глубина текста очень быстро заставляют меня обратиться за помощью. Со сценаристом мы очень быстро обнаруживаем, что только один способ позволит нам оставаться верными авторской мысли: голос за кадром. Это придаст фильму, возможно, литературный характер, но наверняка приблизит к первоначальному тексту.Оригинальный текст (фр.)Trop confiant, je me lance seul dans ce travail, mais la force et la profondeur du texte me conduisent très vite à solliciter de l’aide. Avec la scénariste de L’Ivresse de la métamorphose, nous découvrons très vite qu’un seul procédé nous permettra de rester fidèles à la pensée de l’auteur : la voix off. Elle donnera au film un caractère peut-être littéraire, mais sûrement plus proche du texte original.— режиссёр фильма Эдуар Молинаро

## Музыка
Автор музыки к фильму — композитор Майкл Кочаб, оригинальный саундтрек из 18 мелодий был выпущен пластинкой (Filmkunst-Musikverlag FKM-LP-8801).

## Критика
Мы не находим в этом двухчастном телефильме, сделанном Эдуардом Молинаро, тонкости и эмоций, которые так присутствуют в романе, которым он вдохновлён.
Адаптация больших романтических произведений для кино или телевидения-всегда опасное занятие. Больше, чем в оригинальных сценариях, критики и зрители внимательно следят за правильным представлением персонажей, правильной постановкой ситуаций. Однако, надо сказать, мало кто в этом разбирается. Однако из посредственных адаптаций, которые нам дано увидеть, есть те, которые мы прощаем, и те, которые мы не прощаем. Телефильм, снятый Эдуардом Молинаро, по роману Стефана Цвейга, к сожалению, относится ко второй категории. Почему? Из-за силы оригинального текста и потому, что больше других эта книга хорошо поддавалась помещению в кадр.
Оригинальный текст (фр.)On ne retrouve pas dans ce téléfilm en deux parties réalisé par Edouard Molinaro la finesse et l'émotion si présentes dans le roman dont il s'inspire. 

L'ADAPTATION de grandes oeuvres romanesques pour le cinéma ou la télévision est toujours un exercice périlleux. Plus que pour les scénarios originaux, critiques et spectateurs guettent avec attention la bonne représentation des personnages, la juste mise en scène des situations. Or, il faut bien le dire, rares sont ceux qui y retrouvent leur compte. Toutefois, des adaptations médiocres qui nous sont données à voir, il y a celles que l'on pardonne et celles que l'on ne pardonne pas. Le téléfilm réalisé par Edouard Molinaro, d'après le roman de Stefan Zweig, l'Ivresse de la métamorphose, relève malheureusement de la seconde catégorie. Pourquoi ? En raison de la force du texte original et parce que, plus que d'autres, ce livre se prêtait bien à la mise en images.— Le Monde, 1989

## Награды и фестивали
- Номинация в категории «Лучший фильм» на французском фестивале телефильмов «7 d’or», 1989.[2][3]